# Thuế tài sản
Thuế tài sản hay còn gọi là thuế thổ trạch là loại tên gọi chung của các sắc thuế đánh vào quyền sở hữu hoặc quyền sử dụng tài sản. Thuế được thu hàng năm một lần. Sắc thuế tài sản phổ biến nhất là thuế bất động sản (ở một số nước, chính quyền tách bất động sản thành nhà ở và đất ở và tương ứng là hai sắc thuế riêng). Thời phong kiến Việt Nam, thuế điền thổ, còn gọi là thuế ruộng đất là một loại thuế tài sản phổ biến. Có một sắc thuế tài sản được thu khi phát sinh sự thay đổi quyền sở hữu và quyền sử dụng tài sản, như thuế trước bạ, thuế thừa kế.
Cơ sở tính thuế là giá trị của tài sản. Để giảm thiểu hành vi trốn lậu thuế, các nước đều thành lập cơ quan định giá tài sản. Về nguyên tắc, mọi cá nhân (hộ gia đình) có sở hữu hay sử dụng tài sản đều phải đóng thuế tài sản, tuy nhiên trong trường hợp tài sản có giá trị nhỏ đến mức mà số thuế thu được trở nên không có ý nghĩa khi xét thêm chi phí của công tác thu thuế, chính quyền sẽ quyết định mức thuế phải nộp là 0.
Việc đánh thuế tài sản sẽ tránh được sự méo mó trong thuế thu nhập, đó là việc chuyển hóa thu nhập thành tài sản. Thuế tài sản thường chỉ đánh trong những trường hợp sau:
- Khi hình thành hoặc chấm dứt quyền sở hữu tài sản: thuế đăng ký tài sản, thuế chuyển quyền sở hữu tài sản
- Trong quá trình sử dụng tài sản: trong trường hợp này, thuế tài sản thường đánh với những tài sản lớn, có giá trị như máy bay, du thuyền, biệt thự...

Do tài sản là những thứ khó di chuyển qua biên giới giữa các địa phương, nên thuế tài sản thường được xác định là một nguồn thu của ngân sách địa phương.

## Đức
Ở Đức có hai loại thuế tài sản: A và B. Thuế tài sản A cho các mảnh đất nông và lâm nghiệp, còn thuế loại B là cho các mảnh đất khác, không phân biệt là có xây cất gì trên đó không. Tuy nhiên đất có xây cất thì bị đóng thuế nhiều hơn, vì chủ sở hữu phải trả cả thuế cho bất động sản dựa vào giá trị của nó. Người dân phải trả mỗi năm thuế cho chính quyền địa phương khoảng gần 14 tỷ Euro. Trong năm 2015 thuế cho một mảnh đất có nhà cho một gia đình ở thành phố lớn với hơn 100.000 dân cư trung bình khoảng 577 Euro mỗi năm, một căn hộ trong một căn nhà nhiều gia đình khoảng 229 Euro.